# Anna Timiriova
Anna Vasilievna Timiriova (născută Anna Vasilievna Safonova) (n. 18 iulie 1893 — d. 31 ianuarie 1975) a fost o poetă rusă, amanta amiralului Aleksandr Kolceak, mama pictorului Vladimir Sergheievici Timiriov (1914 - 1938).

## Biografie

### Tinerețea
Anna Vasilievna Safonova s-a născut în Kislovodsk la 30 iulie (s.v. 18 iulie) 1893. Părinții ei au fost  Vasili Ilici Safonov (1852-1918), pianist, dirijor și compozitor,  și  Varvara Ivanovna Vîșegradskaia (1863-1921).
Anna avea trei surori mai mici decât ea:
- Varvara Vasilievna Safonova, născută în 1895 și decedată de foame în 1942 în timpul asediului orașului Leningrad
- Olga Vasilievna Safonova, născută în 1899, măritată cu Kirill Aleksandrovici Smorodsk, amândoi decedați în 1942 la Leningrad împreună cu sora lor Varvara.
- Elena Vasilievna Safonova, născută în 1902 și decedată la Moscova în 1980.[2]

În 1906 Vasili Safonov este numit director al Conservatorului din Moscova și familia se mută la Moscova. Anna a studiat în școala principesei Anna Obolenskaia obținînd diploma de bacalaureat în 1911. Pe lângă studiul limbilor străine, în urma cărora devenise fluentă în franceză și germană, ea a studiat pictura și desenul luând, începînd din 1908, lecții particulare cu profesorul Saveli Moiseevici Zeidenberg. În 1909 l-a însoțit pe tatăl ei într-o călătorie în străinătate, vizitând orașele Stockholm, Copenhaga și Berlin.
În 1911, la vârsta de 18 ani, Anna s-a măritat cu contra-amiralul Serghei Nikolaievici Timiriov și au plecat în călătorie de nuntă în Franța. La 4 octombrie 1914 s-a născut fiul lor, Vladimir Timiriov.

### Legătura cu amiralul Kolceak
Anna Timiriova s-a îndrăgostit însă de colegul și prietenul soțului ei, contra-amiralul Aleksandr Kolceak care era însurat și avea un fiu. De aceea, dragostea dintre Anna Timiriova și Aleksandr Kolceak nu putea să nu ducă la situații complicate.
În amintirile ei, publicate în 1985, Anna Timiriova susține că l-ar fi întâlnit pe amiralul Aleksandr Kolceak în același an, arătând că a simțit imediat o puternică atracție pentru el.  Totuși, ei nu s-au revăzut decât la 6 ianuarie 1915, în timpul călătoriei cu trenul spre Helsingfors, unde Timiriov și Kolceak fuseseră repartizați la baza navală.  Cei doi îndrăgostiți nu și-au declarat dragostea reciprocă decât în timpul războiului când Timiriov și Kolceak erau staționați în baza navală de la Helsingfors.
În 1916 amiralul Kolceak este transferat la Sevastopol. Anna rămâne însă în corespondență regulată cu el, cei doi declarându-și în scris puternica lor dragoste.
În 14 februarie S.N. 27 februarie 1918 tatăl ei moare la Kislovodsk.
În 1918 pleacă cu soțul ei la Vladivostok. Anna Timiriova și-a părăsit soțul și a plecat să-l întâlnească pe amiralul Kolceak la Harbinsk, în China, după ce a aflat că se află acolo. Îl însoțește pe acesta în călătoria sa în Japonia și apoi la Omsk.
La Omsk lucrează ca traducătoare la Direcția Consilui de Miniștri și se ocupă de atelierele de broderie și de distribuția alimentelor pentru bolnavi și răniți 

### Opresiunea după execuția lui Kolceak
În ianuarie 1920 Aleksandr Kolceak este arestat. Anna Timiriova cere de bună voie să fie lăsată să-l însoțească în detenție. În 7 februarie 1920 Aleksandr Kolceak este executat.Anna Timiriova a putut vedea din fereastra celului sale cum a fost dus la locul de execuție. Neștiind că trupul amiralului fusese aruncat într-o copcă realizată în stratul de gheață care acoperea râul Angara, pe 19 februarie, deși încă în detenție, cere autorizația de a se ocupa de inhumarea trupului amiralului, cerere care este refuzată. Anna Timiriova rămâne în penitenciarul din Irkutsk până în 20 octombrie când este eliberată în baza unei amnistii.

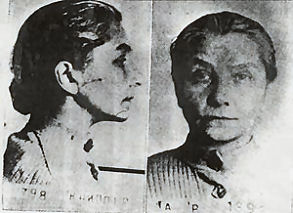
Fotografie a Annei Timiriova luată de organele KGB înainte de punerea ei în libertate în 1954

După eliberare lucrează ca bibliotecară a Universtității din Irkutsk  Se bucură de libertate doar pentru scurt timp. În mai 1921 este arestată din nou. În autobiografia ei, Anna Timiriova arată că nu a fost acuzată de nimic, deoarece nu avusese nicio activitatge politică,, dar în iunie 1921 este condamnată la un an muncă silnică în lagărul de concentrare de la Omsk, fără dreptul de a beneficia de amnistie. După eliberarea ei în aprilie 1922, depune o cerere de a părăsi țara pentru a se duce la Harbin, unde se afla primul ei soț, Serghei Timiriov. Drept răspuns, este din nou arestată și condamnată la un an de detenție pentru "legături cu străinătatea și ofițeri superiori ai armatei albe"  Anna Timiriova își ispășește pedeapsa în închisorile din Irkutsk, Novonikolaevsk (în prezent Novosibirsk) și Butîrka. În timpul detenției face cunoștință cu Ekaterina Pavlovna Peșkova (prima soție a lui Maxim Gorki), care făcea parte din Comitetul pentru Ajutorarea Deținuților Politici, care a ajutat-o și cu care a rămas în contact și după eliberare.

### Căsătoria cu Vsevolod Kniper
Anna Timiriova este eliberată în 1923 și se duce la Moscova, locuind la fratele ei, Ilia Safonov.
În același an se mărită cu inginerul constructor Vsevolod Konstantinovici Kniper (1888-1942), pe care l-a cunoscut la Moscova, unde Kniper locuia în aceiași clădire. Motivația acestei căsătorii făcute în grabă a fost găsită fie în disperarea ei, fie în dorința de a-și schimba numele de familie pentru ca, astfel, să nu mai fie în vizorul autorităților.
Există foarte puține informații despre Vsevolod Kniper. Anna însăși nu-l pomenește practic în memoriile ei, decât, în mod ciudat, în 1956, amintind că l-a visat într-o seară, când îi amintește persoana cu afecțiune. Având în vedere că Vsevolod Kniper lucra pe șantiere de cale ferată sau de construcții hidrotehnice, este mai mult decât probabil că el era mai mult despărțit de soția sa. Așa se explică și faptul că el nu a avut de suferit nici în perioadele în care soția sa a fost arestată și condamnată, precum și cel că nu i s-au aplicat interdicțiile de locuire la Moscova ale soției sale. Soțul Annei, Vsevolod Kniper a murit de infarct în 1942, la Moscova, în perioada când Anna era în lagăr.

### Viața Annei până la arestarea din 1938
Fiul ei, care în tot acest interval fusese la Kislovodsk vine și el la Moscova să stea cu mama sa. Anna Timiriova se înscrie la conservator și începe să urmeze cursurile conservatorului.
Pentru o anumită vreme a lucrat ca arhivar la agenția ruso-canadiană de navigație. Activitatea agenției a fost însă considerată suspectă de autorități. Lucrătorii agenției, printre care și Anna Kniper au fost arestați, primind interdicție administrativă de a locui la Moscova timp de trei ani.. În consecință, Anna Kniper se mută la Tarusa în Regiunea Kaluga unde lucrează la o cooperativă de broderie., revenind la Moscova după expirarea interdicției.
La 31 mai 1932, fostul ei soț, Serghei Nikolaevici Timiriov moare la Shanghai de cancer la laringe. A fost înmormântat la cimitirul Lu-Kawey din oraș. În 1950 mormântul a fost distrus de autoritățile comuniste chineze..
Anna este arestată din nou în aprilie 1935 și condamnată la cinci ani de detenție în lagărul din Zabaikalsk. În urma unui recurs i se comută pedeapsa la 3 ani interdicție de a locui în marile orașe. Eliberată în august 1935 trăiește la Vîșnii Volociok, Vereia și Iaroslaveț.
La 25 martie 1938 este arestată din nou. Acuzată de a fi un inamic al statului sovietic, este trimisă la lagărul Karlag (Lagărul de muncă pentru reeducare din Karaganda) stând în detenție timp de 8 ani. A activat în clubul artistic al secției din Butinsk a lagărului. În timpul detenției se îmbolnăvise de malarie, boală de care a suferit tot restul vieții.

### Condamnarea la moarte a fiului ei, Vladimir Timiriov
Fiul ei, Vladimir Sergheievici Timiriov fusese arestat cu câteva zile înaintea Annei. În 17 mai 1938 a fost condamnat la moarte, fiind executat la 28 mai 1938.
Ca o ironie a sorții, la începutul anilor 1960, când se putea comunica cu mai puțină teamă cu cei din Uniunea Sovietică, ea primește o scrisoare de la Vladimir Vadimovici Romanov (1876-1962), un fost coleg de promoție al primului ei șoț de la școala de cadeți a marinei ruse, care emigrase la Paris. În scrisoare acesta îi comunică că, în ultimii ani ai vieții, Serghei Timiriov era mâhnit că nu știa măcar cum arată fiul său. El își exprimase însă mulțumirea că "nu devenise un membru, lipsit de perspectivă, al emigrației ruse și că rămăsese în Rusia unde putea fi util" 
Anna Kniper a ignorat soarta fiului ei. După eliberarea din ultima ei detenție, ea a întreprins demersuri pentru a afla dacă mai era în viață, reușind să obțină un răspuns laconic:

"Cazul referitor la condamnarea lui V. S. Timiriov revizuit de Colegiul Militar al Curții Supreme a URSS la 27 Octobmbrie 1956.
Hotărîrea NKVD (Comisariatului Poporului pentru Afaceri Interne) al URSS din 17 mai 1938 în legătură cu V. S. Timiriov este anulată and acțiunile pentru urmărirea crimei crimei sunt sistate.
V. S. Timiriov a fost reabilitat postum".

Dacă răspunsul autorităților confirma că Vladimir Timiriov nu mai era în viață, el nu indica nici motivele condamnării nici circumstanțele în care murise. Anna Kniper nu a reușit niciodată să obțină informații suplimentare și și-a reproșat până la sfârșitul zilelor faptul că fusese cauza morții fiului ei.
Problema morții lui Vladimir Timiriov a fost urmărită de Ilia Safonov, nepotul Annei. În urma intervențiilor făcute în 1989, când perestroika permitea un acces mai ușor la informații, el a primit un răspuns din partea Colegiului Militar al Curții Supreme a URSS care arăta că Vladimir Timiriov fusese condamnat și executat pentru activități de spionaj în favoarea Germaniei în urma informațiilor furnizate de un anumit Pavel Ferdinandovici Link. Scrisoarea Curții preciza că în perioada respectivă locul de execuție și de înmormântare nu erau consemnate. Pavel Link fusese colocatar al blocului în care Vladimir Timiriov locuise la Moscova. Cercetări ulterioare au demonstrat că aceste acuzații erau false.

### Viața Annei după eliberarea ei în 1946
Eliberată în vara anului 1946, în lipsa altei locuințe, stă la stația de cale ferată Zavidovaia Oktiabrskaia, la aproximativ 100 km de Moscova, lucrând ca instructor pentru desene pe jucării, pentru ca în toamana anului 1947 să se stabilească la Șcerbakov (azi Rîbinsk) unde lucrează în calitate de desenatoare de decoruri și recuzitoare la teatrul din localitate. Viața era grea și Anna Kniper trăia într-o stare de mare sărăcie: se scula la ora 5 dimineața pentru a sta la coadă la pâine, își căra apa de la cișmeaua de pe stradă, trebuia să ia număr de ordine pentru baie și umbla prin pădurile din apropiere pentru a găsi ciuperci cu care să-și îmbunătățească mâncarea.

## Opera
Anna Kniper își lăsase scrierile și operele în ordine în speranța că, în viitor, se va ivi o posibilitate pentru publicarea lor. Pentru a evita distrugerea lor, fie prin incidente cum ar fi furtul, incendiile sau dezastrele naturale, fie prin confiscarea lor de către autoritățile sovietice, ea le-a finalizat în cinci exemplare care au fost lăsate în custodia unor prieteni de încredere. Nepotul ei, Ilya Safonov s-a ocupat de găsirea unei căi de a le transmite în străinătate pentru publicare. Primele manuscrise au fost trimise unor scriitor din exilul rusesc Nina Alekseevna Krivoșeina și Viktor Platonovici Nekrasov, care nu au reușit însă să pregătească materialul pentru tipar și să găsească un editor. În cele din urmă, Ilya Safonov a reușit să găsească filiera prin care asemenea materiale erau transmise din Uniunea Sovietică în străinătate și să intre în contact cu istoricul literar Feliks Fyodorovici Perchenok care a preluat responsabilitatea editării volumului de amintiri al Annei Kniper, reușind să tipărească întîi ân 1985 anumite extrase în "Novîi Jurnal", revista literară a emigrației ruse din New York și apoi întreg volumul, tot în limba rusă, în Franța. O nouă ediție a fost tipărită în Rusia în 1999.
De asemenea, în 2002, s-a publicat la Sankt Petersburg corespondența dintre Anna Timiriova și Aleksandr Kolceak.

## Cronologie
- 18 iulie 1893 - Anna Vasilievna Timiriova se naște la Kislovodsk.
- 1906 - Se mută cu familia la Moscova
- 1909 - Îl însoțește pe tatăl ei într-o călătorie, trecând prin Stockholm, Copenhaga și Berlin.
- 1911 - Se mărită cu contra-amiralul Serghei Nikolaievici Timiriov.
- 4 octombrie 1914 - Se naște fiul ei Vladimir Sergheievici Timiriov.
- ianuarie 1915 - Soțul ei este transferat la baza navală de la Helsingfors. În timpul călătoriei cu trenul spre Helsingfors se reîntâlnește cu Aleksandr Kolceak și de îndrăgostește de acesta.
- 14 februarie S.N. 27 februarie 1918 - Tatăl ei moare la Kislovodsk.
- 1918 - Pleacă cu soțul ei la Vladivostok unde îl părăsește pentru a se întâlni cu Kolceak la Harbinsk.
- 1918 - 1919 - Îl însoțește pe Kolceak la Omsk.
- ianuarie 1920 - Aleksandr Kolceak este arestat. Anna Timiriova cere de bună voie să fie lăsată să-l însoțească în detenție.
- 7 februarie 1920 - Aleksandr Kolceak este executat. Anna Timiriova rămâne în penitenciarul din Irkutsk până la 20 octombrie când este eliberată.
- mai 1921 - Arestată a doua oară și condamnată la un an de detenție.
- 1922 - Eliberată din detenție în aprilie și rearestată în mai, fiind condamnată la un an de muncă silnică.
- 1923 - După eliberare se stabilește la Moscova. Se reîntâlnește cu fiul ei care vine la Moscova de la Kislovodsk. Se mărită cu Vsevolod Konstantinovici Kniper.
- 1925 - A patra arestare. Interdicție administrativă de a locui la Moscova timp de 3 ani. Se mută la Tarusa.
- 31 mai 1932 - Serghei Nikolaevici Timiriov moare la Shanghai cancer la gât.
- 1935 - A cincea arestare. Are o nouă interdicție de a locui în marile orașe ale URSS.
- martie 1938 - Fiul ei Vladimir Sergheievici Timiriov este arestat, fiind condamnat la moarte și executat la 28 mai 1938.
- 25 martie 1938 - Anna Kniper este arestată a șasea oară și condamnată la 8 ani de detenție.
- 1942 - Al doilea soț, Vsevolod Kniper, moare din cauza unui infarct cardiac.
- vara 1946 - Anna Kniper este eliberată din lagăr și se stabilește la stația de cale ferată Zavidovaia Oktiabrskaia.
- 1947 - Se stabilește la Rîbinsk.
- 21 decembrie 1949 - Este arestată pentru a șaptea oară.
- 3 iunie 1950 - Este condamnată la deportare în Siberia, fiind dusă la Eniseisk.
- 1954 - Se întoarce la Rîbinsk la împlinirea termenului sentinței de deportare.
- 1958 - Vladimir Sergheievici Timiriov este reabilitat post mortem.
- martie 1960 - Anna Kniper este reabilitată și se mută la Moscova.
- octombrie 1960 - Anna Kniper obține o pensie.
- 31 ianuarie 1975 - Anna Kniper moare la Moscova fiind înmormântată la cimitirul Vagankov.

## Lucrări publicate
- «Милая, обожаемая моя Анна Васильевна…» (Draga mea Anna Vasilievna) - Сост. Т. Ф. Павлова, Ф. Ф. Перченок, И. К. Сафонов; Вступ. ст. Ф. Ф. Перченка. Издательство: Русский путь / Прогресс-Традиция 1999. 576, ISBN 5-85887-018-х, 5-01-004207-х
- А. В. Книпер - …Не ненавидеть, но любить (...Nu ură, ci dragoste: Versuri și amintiri) - Кисловодск : Благодать, 2003. ISBN 5-93015-044-3.
- * Милая химера в адмиральской форме : Письма А. В. Тимиревой А. В. Колчаку, 18 июля 1916 г. — 17-18 мая 1917 (Scrisorile Annei Timiriova și ale lui Aleksandr Kolceak) - Санкт-Петербург : Дмитрий Буланин, 2002.  ISBN 5-86007-345-3.